# Ar 66 (航空機)
アラド Ar 66
アラド Ar 66
- 用途：基本練習機
- 設計者：ヴァルター・レーテルとヴァルター・ブルーメ
- 製造者：アラド
- 運用者：ドイツ空軍
- 初飛行：1932年
- 生産数：10,000機以上
- 運用状況：退役

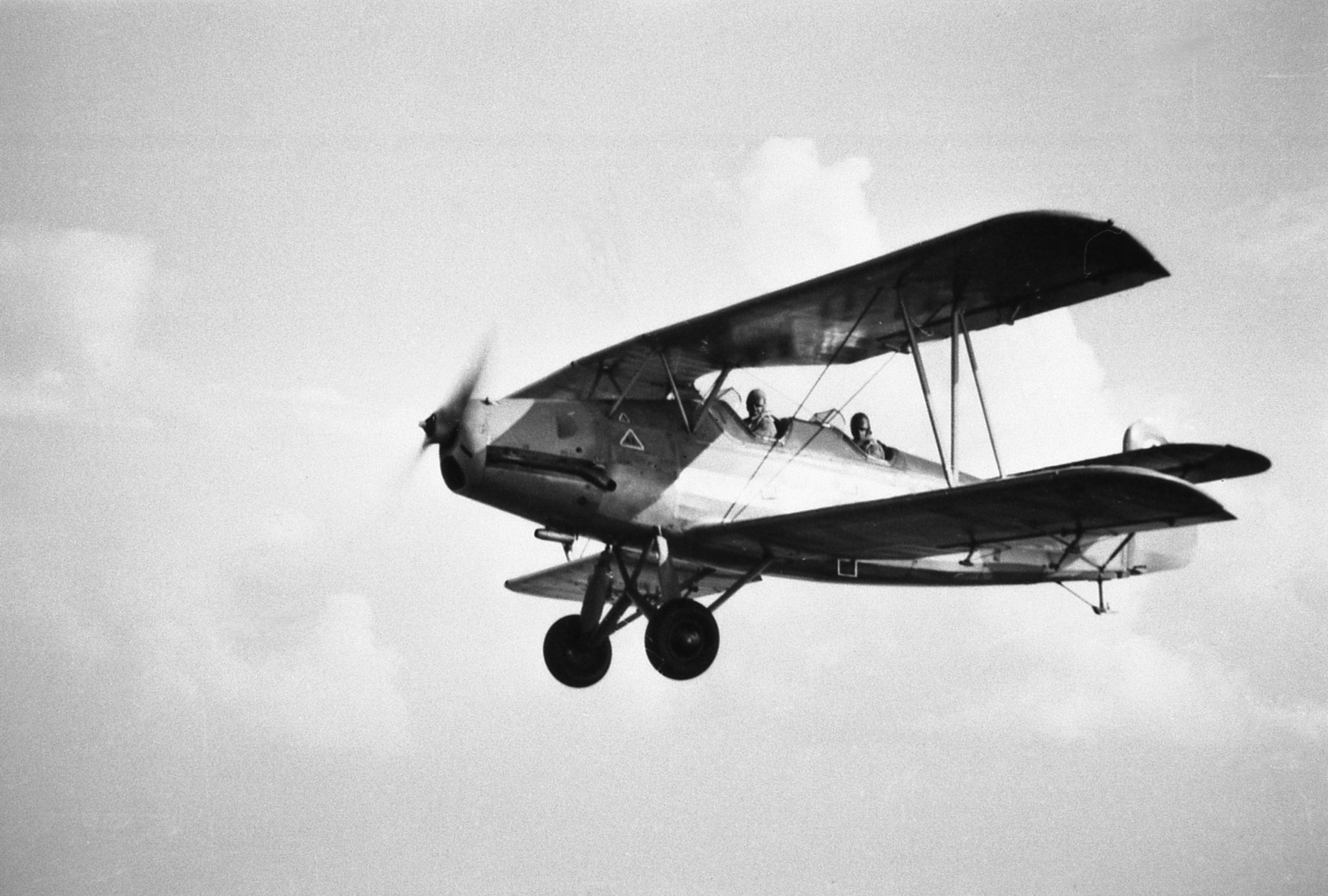
Arado Ar 66c

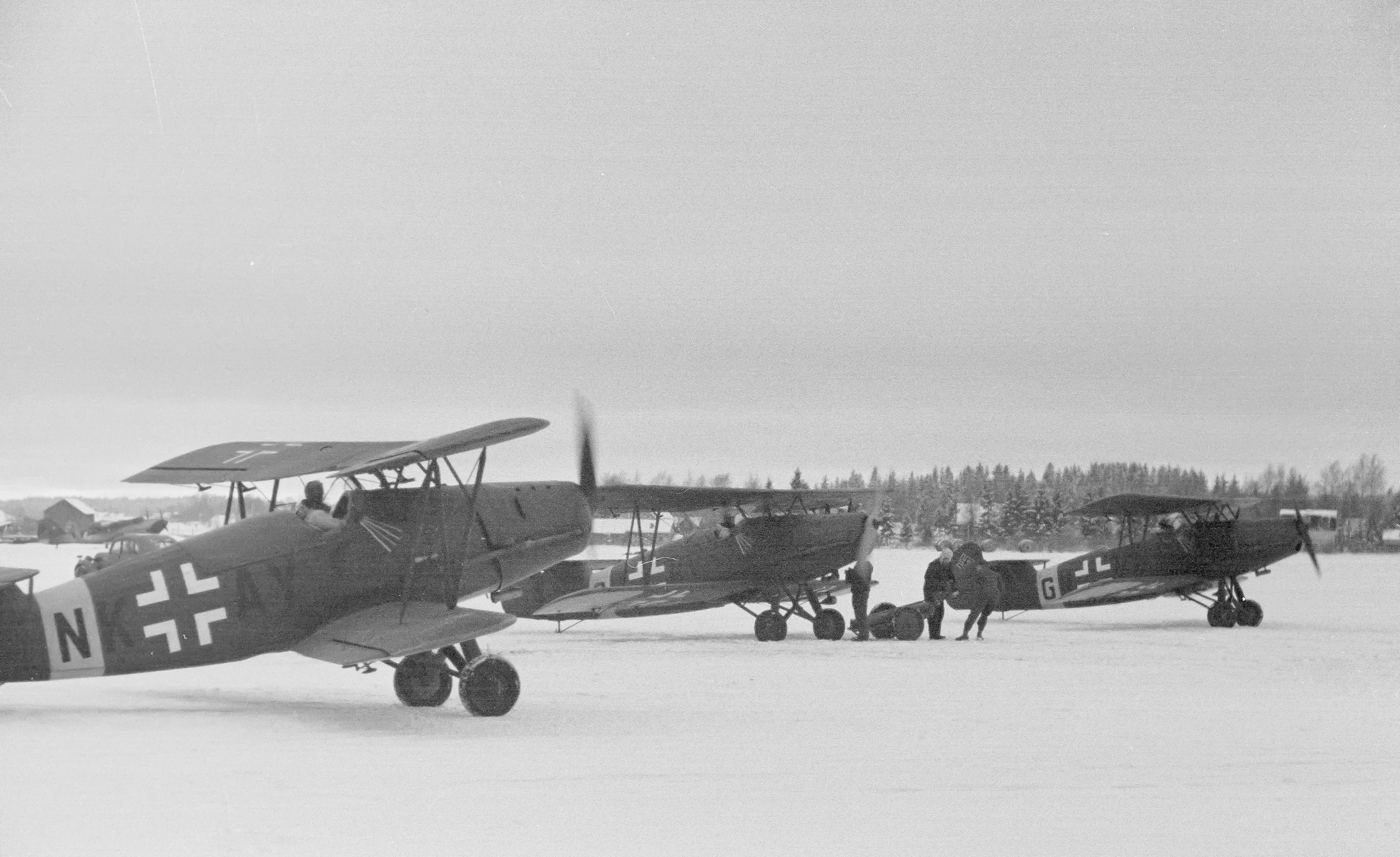
Arado Ar 66

アラド Ar 66は1930年代のドイツで製造された単発・複座・複葉の基本練習機である。

## 概要
1931年にアラド社の主任設計者 ヴァルター・レーテルによって設計が始められたが、途中で彼がバイエルン航空機製造に移籍した為に、ヴァルター・ブルーメに引き継がれた。よって本機がレーテルのアラド社での最後の設計となった。
最初の試作機 Ar 66aは1932年に初飛行した。
1933年に運用開始され、第二次世界大戦まで使用された。1942年末からドイツ空軍は東部戦線において活動する攪乱作戦部隊（後に夜間戦闘攻撃隊と改称）を設立することにし、Ar 66はGo 145と共に、ソ連軍への夜間嫌がらせ攻撃部隊の主要装備となった。

機体構造は、胴体と尾翼が鋼管溶接骨組みに羽布張り、主翼は木製骨組みに羽布張りだった。上下の主翼はともに、同じ幅で、8度の上反角で、エルロンがついていた。上翼のみ後退翼だった。
開放式のタンデムシートには複操縦装置と計器飛行装置を備えていた。機体にはオプションでカメラを装備することもできた。
2.5 ｍの固定ピッチ2翅プロペラと、固定式の主脚と尾そりを備えていた。

## 性能諸元 (Ar 66C)
- 全長： 8.30 m
- 翼幅： 10.00 m
- 全高： 2.93 m
- 翼面積： 29.60 m2
- 自重： 905 kg
- 最大離陸重量： 1,330 kg
- エンジン： アルグス As 10C 空冷倒立V型8気筒エンジン 240 hp ×1
- 最高速度： 210 km/h
- 巡航速度： 175 km/h
- 着陸速度： 80 km/h
- 航続距離： 716 km
- 実用上昇高度： 4,500 m
- 上昇力： 高度1,000 mまで4.1 分
- 武装： 2 kg もしくは 4 Kg対人爆弾
- 乗員： 2 名

## 派生型
- Ar 66a : 試作1号機
- Ar 66A : 初期生産型
- Ar 66B : Ar 66C の水上練習機型。双フロート式。約10機製造。
- Ar 66C : Ar 66A の改良型。昇降舵の修正、方向舵・主輪の大型化など。

## 運用組織
- ドイツ空軍
  - 第2・3・5・8・12 夜間戦闘攻撃隊 （Nachtschlachtgruppe）